# ダン族

ダン族が相続した地（濃い緑）

ダン族（ダンぞく）はイスラエルの12氏族の内の一つである。ヤコブの子ダンを開祖にする。
カナンの分割でダン族が相続した地は、ツォルア、エシュタオル等であった。それは、もともとペリシテ人が所有していた土地で、ダン族が戦いによって獲得した地と地中海の間の土地である。
しかし、ダン族はすべてを所有できず、エモリ人によって山地に追いやられた。後に、パレスチナ北部に斥候を送り、ライシュ（レシェム）に住んでいた異邦人を追い出し、奪い取り、自らの部族名にちなんでダンと名付けた。
黙示録の7章にはダン部族は除外されている。これは、偽典の『12族長の教訓』の中で、ダン部族の中から反キリストが現れると言われているからという説がある。

## ダン族の著名人
- オホリアブ
- サムソン